# Exorista arrata
Exorista arrata là một loài ruồi trong họ Tachinidae.